# غروب کوهستان
 غروب کوهستان نام یک آلبوم موسیقی اثر اسدالله ملک، هنرمند ایرانی است که در سبک  سنتی تهیه شده و دارای ۱۷ آهنگ است. فرهنگ شریف نیز در ساخت این آلبوم همکاری کرده‌است.

## فهرست آهنگ‌ها
| ردیف | آهنگ          |
| ۱    | بیات اصفهان ۱ |
| ۲    | بیات راجه     |
| ۳    | چهارمضراب ۱   |
| ۴    | چهارمضراب ۲   |
| ۵    | اصفهان ۱      |
| ۶    | اصفهان ۲      |
| ۷    | عشاق          |
| ۸    | شوشتری ۲      |
| ۹    | ضربی ۳        |
| ۱۰   | بیات اصفهان ۲ |
| ۱۱   | بیداد         |
| ۱۲   | جدایی         |
| ۱۳   | شوشتری ۱      |
| ۱۴   | شوشتری ۳      |
| ۱۵   | ضربی ۱        |
| ۱۶   | ضربی ۲        |
| ۱۷   | ضربی ۴        |